# 富永敬俊
富永 敬俊（とみなが たかとし、1955年2月28日 - 2008年6月8日）は、東京都出身の醸造学者。ボルドー第二大学でワインのアロマに関する研究を行った。

## 研究
1955年、東京都に生まれ、1990年にフランスに渡る。ボルドー第二大学醸造学科に籍を置き、白ワイン醸造の専門家ドゥニ・デュブルデュー教授 (fr:Denis Dubourdieu) に師事する。ソーヴィニヨン・ブランの香りの構造に関する研究を行い、1992年に修士号を取得。ソーヴィニヨン・ブランワインから、パッションフルーツを想起させる香りを持つチオールの一種3-メルカプトヘキサノールを初めて同定し、1998年には日本人として初めて博士号を取得した。2000年、「ソーヴィニヨン・ブランの特徴的な香りの物質の同定とそのプレカーサーから生成メカニズムの解明」で、フランス・アカデミー・アモリムよりグランプリを受賞。2001年よりボルドー第二大学およびフランス国立農業研究所 (fr:Institut_national_de_la_recherche_agronomique) のリサーチエンジニアに就任した。
2003年、メルシャンが甲州葡萄の試験醸造中に発見した物質の同定の依頼を受けたことをきっかけに共同研究を実施。2005年には「甲州きいろ香」を世に送り出した。
愛鳥家で知られ、1994年春にボルドー大学のキャンパスで出会ったメザンジュ・ブルーのひな鳥を「きいろ」と名付けて愛した。きいろは1歳の誕生日を迎えることなくこの世を去ったが、著書やワインの銘柄「甲州きいろ香」にその名が付けられている。愛鳥との日々は、2013年に絵本として出版された。
2008年6月8日、ボルドー市内にて心筋梗塞のため急逝。享年53。

## 著書・関連図書
- 富永敬俊『きいろの香り ボルドーワインの研究生活と小鳥たち』フレグランスジャーナル社、2003年5月20日。ISBN 978-4-894790674。
- 富永敬俊『アロマパレットで遊ぶ: ワインの香りの七原色』ワイン王国、2006年10月16日。ISBN 978-4-880731544。
- 王禅寺善明『甲州のアロマ――ボルドーでワインの香りに人生を捧げた富永敬俊』ヴィノテーク、2009年7月7日。ISBN 978-4-903094564。
- 文:石津ちひろ 絵:ささめやゆき 原案:富永敬俊『いとしい小鳥　きいろ』河出書房新社、2013年4月30日。ISBN 978-4-309-90984-4。